# مارسلو مابیلیا

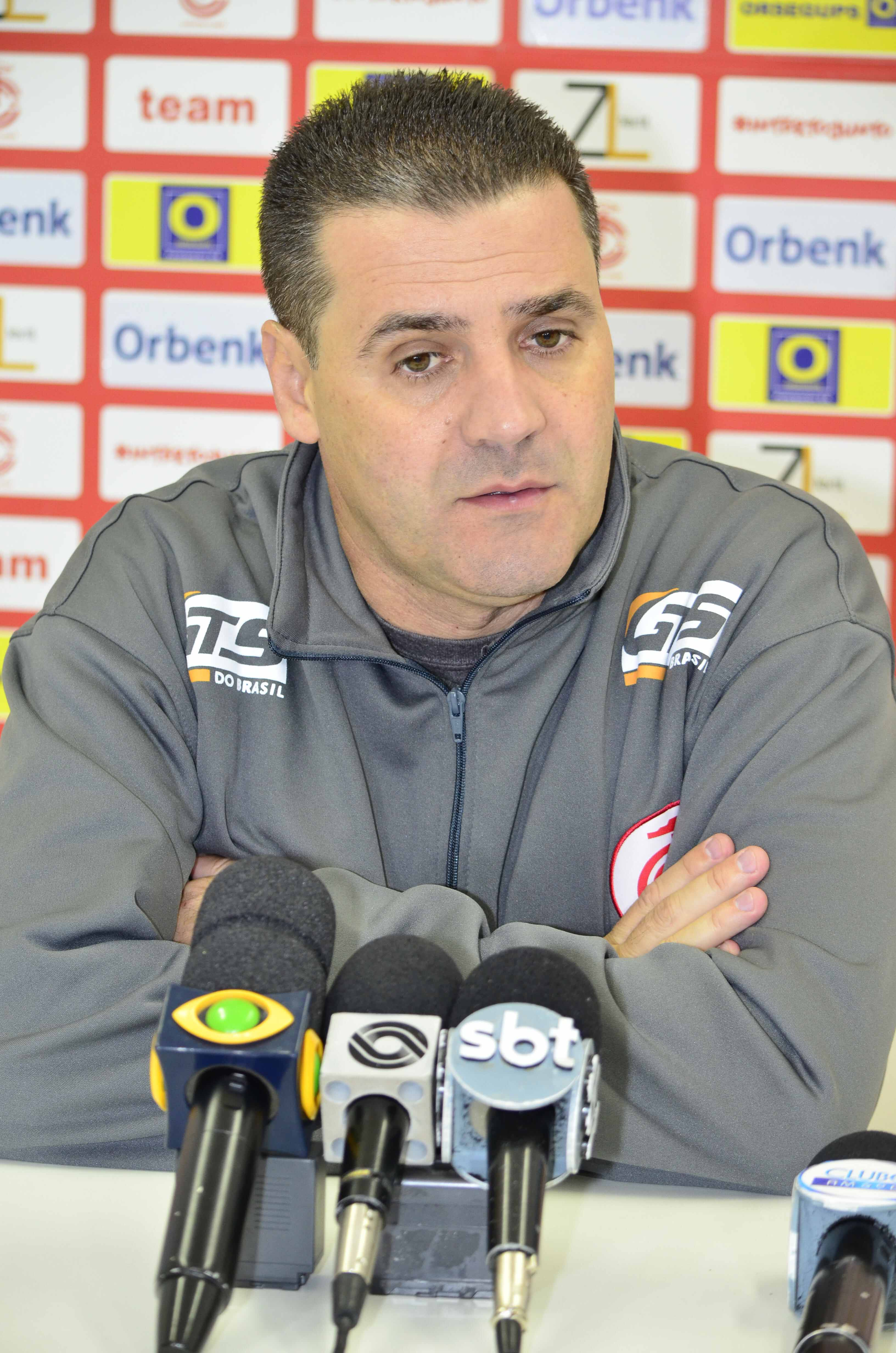
مارسلو مابیلیا در سال ۲۰۱۵

مارسلو مابیلیا (به پرتغالی: Marcelo Mabilia) مهاجم اهل برزیل است که در شهر برزیل و در تاریخ ۳۱ اکتبر ۱۹۷۲ به دنیا آمده‌است.
مارسلو مابیلیا در تیم‌های فوتبال Grêmio، باشگاه ورزشی اینترناسیونال، Mogi Mirim، Fluminense، Ypiranga (RS)، Tubarão، Criciúma، باشگاه فوتبال جوبیلو ایواتا، باشگاه ورزشی اینترناسیونال، Juventude، Guarani، کوریتیبا، Juventude، Figueirense، Náutico، Ulbra سابقهٔ حضور دارد.